# Sergio Montenegro

Sergio Montenegro (2023)

Sergio Montenegro-Retana (* 1959 in Guatemala) ist ein Informatiker und Professor für Luft- und Raumfahrtinformatik an der Julius-Maximilians-Universität in Würzburg.

## Werdegang
Montenegro begann sein Studium der Informatik an der Universidad del Valle de Guatemala im Jahr 1978 und schloss es 1982 mit einem Bachelor-Abschluss ab. Anschließend setzte er sein Studium an der Technischen Universität Berlin fort, wo er von 1983 bis 1985 Informatik studierte und seinen Abschluss als Diplom-Informatiker erwarb. Während seiner Zeit in Berlin widmete er seine Diplomarbeit dem Thema „Emulation von MS-DOS auf QNX“.
Nach seinem Abschluss arbeitete Montenegro einige Jahre in der Industrie. Im Jahr 1989 promovierte er an der Technischen Universität Berlin mit einer Dissertation über „Kommunikationsstrukturen für verteilte Rechnersysteme“. Diese Arbeit markierte den Beginn seiner Forschungstätigkeit auf dem Gebiet der verteilten Systeme.

## Forschung und Lehre
Sergio Montenegro arbeitet seit den 1990er Jahren an der Entwicklung zuverlässiger Systeme und seit etwa zwei Jahrzehnten an Raumfahrtmissionen. Sein Forschungsschwerpunkt sind verlässliche verteilte Systeme, insbesondere Avioniksysteme. Er ist der Initiator des Echtzeitbetriebssystems  RODOS.
Seit Oktober 2010 ist er Professor an der Universität Würzburg und leitet den Lehrstuhl für Informationstechnik in der Luft- und Raumfahrt für den Studiengang Luft- und Raumfahrtinformatik.

## Projekte (Auswahl)
- RODOS
- SUPRENUM
- Keno-Computer der staatlichen Lotterien in Hessen, Baden-Württemberg, Mecklenburg-Vorpommern und Berlin
- BIRD
- Beesat
- TechnoSat
- TET-1
- BIROS
- InnoCube
- Tamariw